# L’Équipe
L’Équipe – francuski dziennik sportowy należący do Groupe Amaury (daw. Éditions Philippe Amaury), ukazujący się od 28 lutego 1946.
Pierwotna siedziba redakcji gazety znajdowała się w Issy-les-Moulineaux, przy ulicy Rouget de Lisle 4.

## Historia tytułu
Pod koniec XIX wieku, we Francji, prasa sportowa (wówczas poświęcona głównie kolarstwu), zdominowana była przez jedną gazetę, Le Vélo, założoną w 1892 roku. Jednakże fakt wzięcia udziału właściciela dziennika (Pierre’a Giffarda) w aferze Dreyfusa, wywołał zamieszanie wokół gazety. Producenci rowerowi (w większości antydreyfusiści), przestali umieszczać reklamy w dzienniku, a tym samym przestali ją finansować. W 1900 roku, zaczęli wspierać konkurencyjną gazetę L’Auto-Vélo, której właścicielem był Henri Desgrange. Podczas gdy le Vélo wydawane było na zielonym papierze, L’Auto-Vélo drukowane było na papierze żółtym. Kolor ten, kilka lat później, dał początek żółtej koszulce.
Pierwszy numer L’Auto-Vélo, wydany został 16 października 1900 roku, kilka dni przed otwarciem letnich igrzysk olimpijskich w Paryżu.

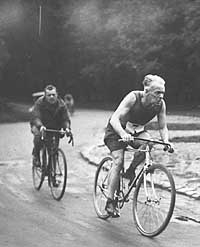
Henri Desgrange w 1892 roku

W 1903 roku, między dwoma gazetami wybuchł konflikt. 16 stycznia, Desgrange przegrał proces, a jego dziennik zmienia nazwę na L’Auto. Wynikiem sporu między dwoma czołowymi gazetami, było pojawienie się na rynku wielu nowych czasopism sportowych.
Desgrange zmuszony był więc szybko znaleźć jakiś sposób, aby odeprzeć atak głównego konkurenta. Przypomniał sobie słowa Géo Lefèvre’a, który zaproponował mu organizację wielkiego wyścigu kolarskiego: le Tour de France. Dnia 19 stycznia 1903 roku, L’Auto ogłasza utworzenie największej przeprawy kolarskiej jaka kiedykolwiek została zorganizowana: będzie to pierwszy Tour de France.
Pomysł okazał się na tyle dobry, że sprzedaż gazety wzrosła kilkukrotnie. Rok później, Le Vélo, z powodu braku czytelników, zamyka swoją działalność.
W trakcie okupacji, l’Auto nadal się ukazywało, lecz tylko do 17 sierpnia 1944 roku, kiedy to na gazetę nałożony został zakaz wydawania.
Jacques Goddet, ówczesny redaktor naczelny, wykorzystał swoje znajomości z ruchem oporu, aby przywrócić dobrą opinię gazety pod inną nazwą: L’Équipe.
Publikacja L’Équipe w nowej formule rozpoczęła się 28 lutego 1946 roku, kiedy ukazywał się trzy razy w tygodniu. W 1948 roku staje się dziennikiem, wykorzystując odejście z rynku głównych konkurentów (l’Élan i le Sport).
W 1968 roku, gazeta została kupiona przez grupę Philippe Amaury Publications, którą od śmierci Philippe’a Amaury w 2006 roku, zarządza jego żona Marie-Odile.
W listopadzie 2008 roku, L’Équipe przybyło dwóch konkurentów od 1988 roku: Le 10 Sport oraz Aujourd’hui Sport
Do najlepszych dziennikarzy w historii L’Équipe, zalicza się Pierre’a Chany’ego, Antoine’a Blondina oraz Gabriela Hanota.

## Dyrektorzy
- 1946–1984: Jacques Goddet
- 1984–1993: Jean-Pierre Courcol
- 1993–2002: Paul Roussel
- 2003–2008: Christophe Chenut
- 2008–2014: François Morinière
- 2014–2015: Philippe Carli
- 2015–2018: Cyril Linette
- od 2018: Jean-Louis Pelé

## Redaktorzy naczelni
- 1946–1954: Marcel Oger
- 1954–1970: Gaston Meyer
- 1970–1980: Edouard Seidler
- 1980–1987: Robert Parienté
- 1987–1989: Henri Garcia
- 1989–1990: Noel Couëdel
- 1990–1992: Gérard Ernault
- 1993–2003: Jérôme Bureau
- 2003–2008: Claude Droussent oraz Michel Dalloni
- 2008–2009: Remy Dessarts
- 2009–2015: Fabrice Jouhaud
- od 2015: Jérôme Cazadieu

## Nakład
| Tytuł    | 1999    | 2000    | 2001    | 2002    | 2003    | 2004    | 2005    | 2006    | 2007    | 2008    | 2009    | 2010    | 2011    | 2012    | 2013    | 2014    | 2015    | 2016    | 2017    | 2018    |
| -------- | ------- | ------- | ------- | ------- | ------- | ------- | ------- | ------- | ------- | ------- | ------- | ------- | ------- | ------- | ------- | ------- | ------- | ------- | ------- | ------- |
| L’Équipe | 386 189 | 386 601 | 455 598 | 321 153 | 339 627 | 369 428 | 365 654 | 365 411 | 327 168 | 298 949 | 303 106 | 302 158 | 285 407 | 274 828 | 243 580 | 219 810 | 223 675 | 232 227 | 234 899 | 249 794 |

Największą sprzedaż dziennika odnotowano 13 lipca 1998 roku, dzień po zwycięstwie reprezentacji Francji w mistrzostwach świata w piłce nożnej. Tego dnia, gazeta rozeszła się w rekordowym nakładzie 1 645 907 egzemplarzy. Natomiast drugi najlepszy wynik odnotowano 3 lipca 2000 roku, dzień po wygranej reprezentacji Francji w Euro 2000, kiedy sprzedano 1 255 633 egzemplarze.